# Mistrzostwa NCAA Division I w Zapasach w 1930
Mistrzostwa NCAA Division I w zapasach rozgrywane były w State College w dniach 28–29 marca 1930 roku. Zawody odbyły się w Rec Hall, na terenie Uniwersytetu Stanu Pensylwania.

## Wyniki

### Drużynowo
| Kolejność | Szkoła                    | Zespół            |
| --------- | ------------------------- | ----------------- |
| 1.        | Oklahoma State University | Cowboys           |
| 2.        | University of Illinois    | Illinois Fighting |
| 3.        | University of Oklahoma    | Sooners           |

### All American

#### 115 lb
| Lp. | Zawodnik      | Szkoła   |
| --- | ------------- | -------- |
| 1.  | Joe Sapora    | Illinois |
| 2.  | Robert Axford | MIT      |
| 3.  | Marvin Leach  | Oklahoma |

#### 125 lb
| Lp. | Zawodnik          | Szkoła         |
| --- | ----------------- | -------------- |
| 1.  | Laurance Mantooth | Oklahoma       |
| 2.  | Lyle Morford      | Cornell Iowa   |
| 3.  | Howard Cline      | Oklahoma State |

#### 135 lb
| Lp. | Zawodnik           | Szkoła         |
| --- | ------------------ | -------------- |
| 1.  | Hugh Linn          | Iowa State     |
| 2.  | Louis Bauerle      | Illinois       |
| 3.  | Sherman Stephenson | Oklahoma State |

#### 145 lb
| Lp. | Zawodnik        | Szkoła         |
| --- | --------------- | -------------- |
| 1.  | Hardie Lewis    | Oklahoma       |
| 2.  | Arlie Tomlinson | Oklahoma State |
| 3.  | Harry Dyer      | Chicago        |

#### 155 lb
| Lp. | Zawodnik      | Szkoła           |
| --- | ------------- | ---------------- |
| 1.  | Otto Kelly    | Michigan         |
| 2.  | Bryan Watkins | Central Oklahoma |
| 3.  | Phil Berry    | Oklahoma         |

#### 165 lb
| Lp. | Zawodnik        | Szkoła         |
| --- | --------------- | -------------- |
| 1.  | Jack van Bebber | Oklahoma State |
| 2.  | Sam Church      | Kansas         |
| 3.  | Joe Solano      | Harvard        |

#### 175 lb
| Lp. | Zawodnik        | Szkoła         |
| --- | --------------- | -------------- |
| 1.  | Conrad Caldwell | Oklahoma State |
| 2.  | Floyd Helgerson | Ohio State     |
| 3.  | Von Robbins     | Missouri       |

#### UNL
| Lp. | Zawodnik       | Szkoła         |
| --- | -------------- | -------------- |
| 1.  | Earl McCready  | Oklahoma State |
| 2.  | Lloyd Burdick  | Illinois       |
| 3.  | Hevt Errington | Kansas State   |